# 556

## Decese
- dată necunoscută: Roman Melodul  (n. 490)